# NGC 1860
NGC 1860 је расејано звездано јато у сазвежђу Златна риба које се налази на NGC листи објеката дубоког неба.
Деклинација објекта је - 68° 45' 8" а ректасцензија 5h 10m 39,6s. Привидна величина (магнитуда) објекта NGC 1860 износи 11,0. NGC 1860 је још познат и под ознакама ESO 56-SC75.